# Getijdenboek van Daniël Rym

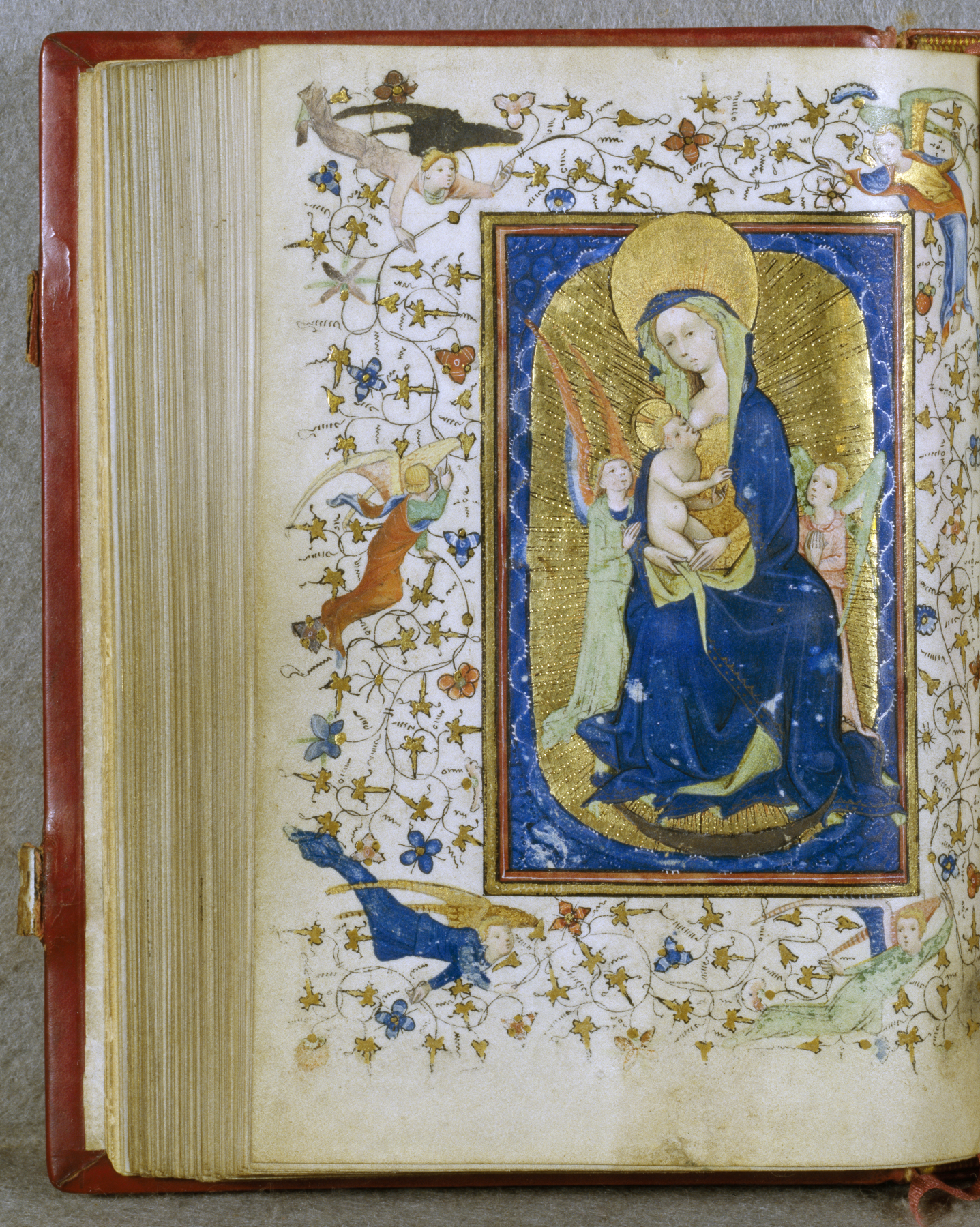
Getijdenboek van Daniël Rym, f61v, Virgo Lactans

Het Getijdenboek van Daniël Rym is een verlucht getijdenboek met een gemengd gebruik (Brugge, Atrecht en Kamerijk) dat gemaakt werd in Vlaanderen, mogelijk in Gent, tussen 1420 en 1430 en nu bewaard wordt in het Walters Art Museum in Baltimore (Maryland), als Ms. W.166.

## Geschiedenis
Het handschrift werd gemaakt voor Elizabeth van Munte en Daniël Rym haar echtgenoot. Het koppel en hun wapens worden op verschillende plaatsen in het manuscript afgebeeld. Het wapen van Daniël Rym wordt opgehouden door een engel op f42r en dat van Elizabeth van Munte door een draak op f18r. We zien een afbeelding van Elizabeth van Munte geknield biddend voor de Madonna op f62r en op f168v vindt men Daniël Rym geknield in gebed voor Daniël in de leeuwenkuil.

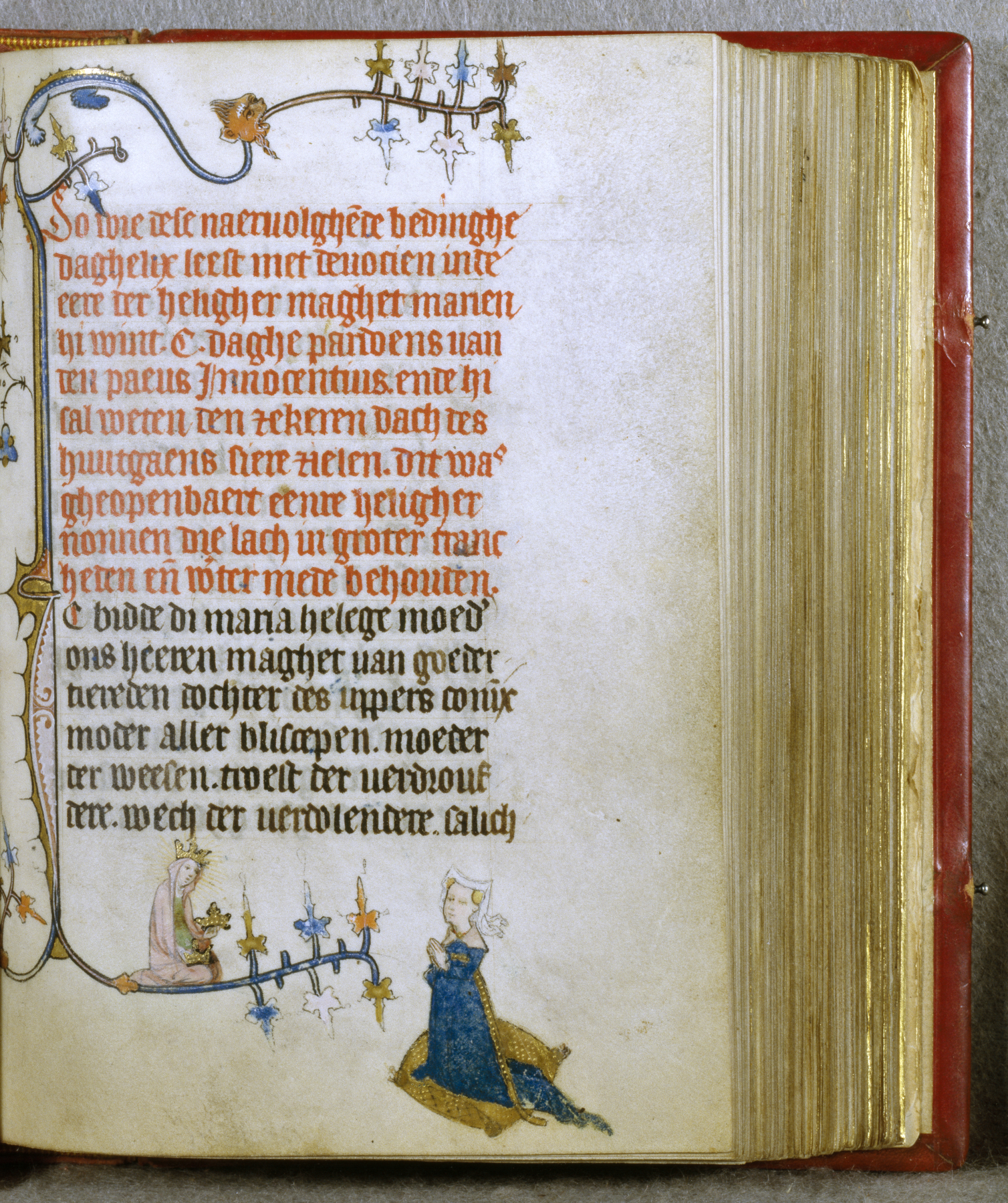
Getijdenboek van Daniël Rym, f62r, Elizabeth van Munte geknield biddend voor de Madonna

Het manuscript was in het bezit van Léon Gruel in Parijs in de late 19e of vroege 20e eeuw. Gruel verkocht het aan Henry Walters tussen 1895 en 1931. Via diens legaat van 1931 kwam het terecht bij de stad Baltimore en in het Walters Art Museum bij de oprichting daarvan in 1934.

## Beschrijving
Het handschrift bevat 186 perkamenten folia van 133 bij 167 mm in 23 katernen. Vooraan en achteraan zijn er twee perkamenten en drie papieren  schutbladen toegevoegd.  Het tekstblok meet 62 bij 91 mm. De tekst is geschreven in het Latijn in een kolom met 16 lijnen per bladzijde in een gotische textura. Voor de rubrieken werd rode inkt gebruikt, de tekst is geschreven in een zwart-bruine inkt. Een aantal gebeden en rubrieken, zijn in het Middelnederlands (eigenlijk in het Vlaams) geschreven. De folia 184r tot 186v zijn blanco gebleven
Het handschrift bevat nog dertien volbladminiaturen, telkens bij het begin van een gebedsstonde, en een gehistorieerde initiaal van zes lijnen hoog. Verder zijn er nog negen grote gouden initialen bij het begin van de gebedsstonden, een van acht en de andere van zes lijnen hoog. Gouden initialen van twee lijnen hoog worden gebruikt bij het begin van kleinere tekstsecties zoals psalmen, lessen, hymnes en dergelijke. Vooral in de litanie werden lijnvullers gebruikt. In het eerste deel van het handschrift, tot f60r, beginnen de zinnen beginnen dikwijls met een geschilderde blauwe alternerend gouden hoofdletter van een lijn hoog. In de rest van het manuscript wordt dit bijna niet gedaan tenzij op het einde in de suffragia. Bij de versiering van het handschrift werd veel goud gebruikt.

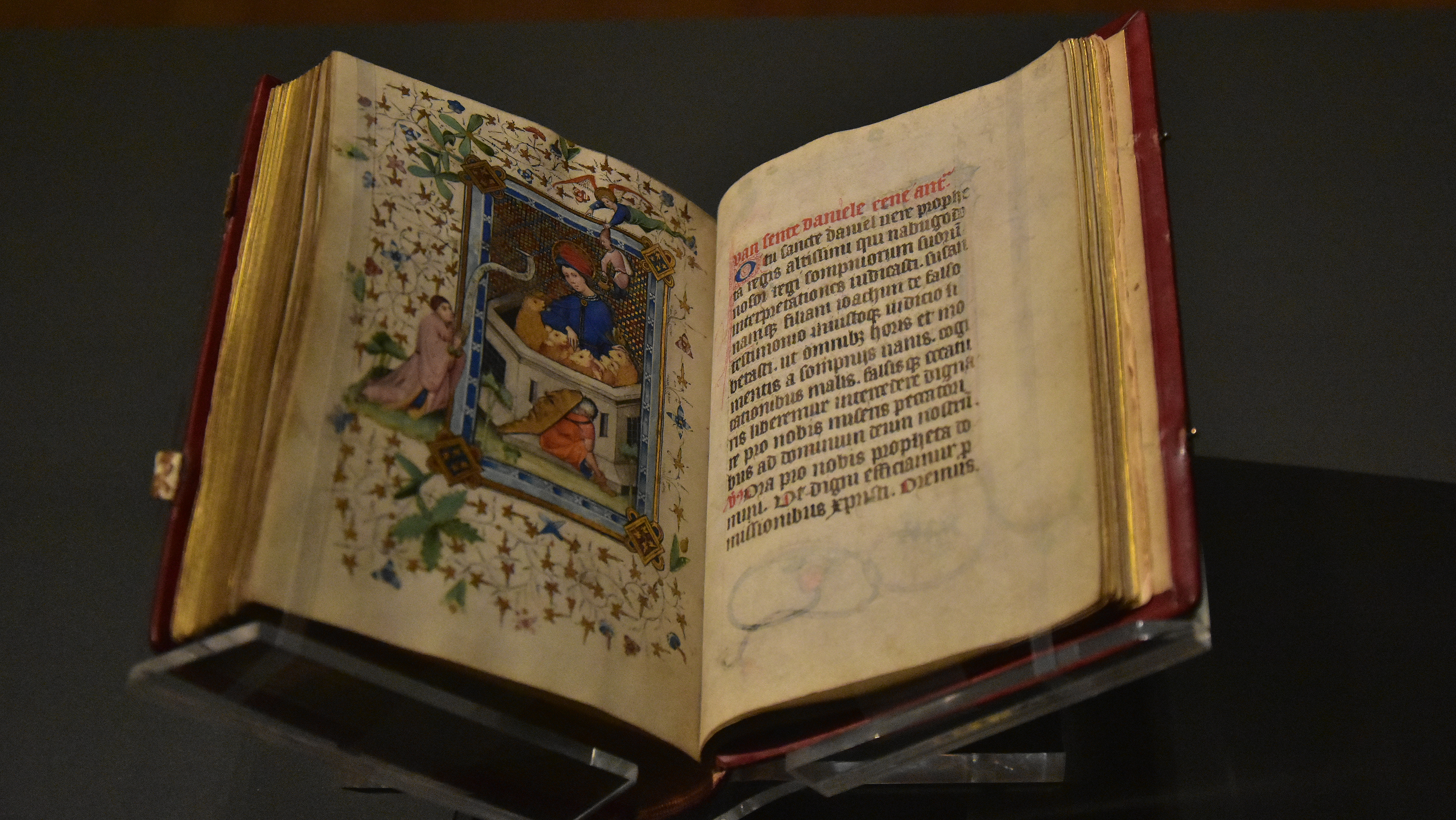
Getijdenboek van Daniël Rym, f168v, Daniël Rym met Daniël in de leeuwenkuil

## Inhoud
Het boek heeft de traditionele inhoud van een getijdenboek, maar de kalender, het dodenofficie en de standaard uittreksels uit de vier evangeliën ontbreken. Het bevat ook geen getijden van de Heilige Geest. Opmerkelijk is het groot aantal gebeden die aanleiding gaven tot een aflaat, die in het handschrift zijn opgenomen, met telkens een uitgebreide Nederlandstalige beschrijving van de mogelijke aflaat erbij.
De suffragia zijn eigenaardig opgesteld, normaal komen eerst de engelen, dan de mannelijke heiligen, martelaren en belijders en vervolgens de vrouwelijke martelaressen en belijdsters. Hier krijgen we twee opeenvolgende reeksen van heiligen met telkens mannelijke en vrouwelijke na mekaar.

### Inhoudslijst
* ff. 1v-40v: Kleine Officie van Onze Lieve Vrouw 
* ff. 40v-60r: Boetepsalmen 
- - ff. 40v-51r: Boetepsalmen
  - ff. 51v-54r: Litanie van alle Heiligen
  - ff. 54v-55v: Smeekbeden en aanroepingen
  - ff. 55v-60r: Diverse gebeden

* ff. 62r-105v: Verschillende devote gebeden: 
- - ff. 62r-66r: Aflaat van paus Innocentius XII met het Obsecro te in het Vlaams: “Ic bidde di maria helege moeder ons heeren maghet van goedertiereden”
  - ff. 66r-68v: O intemerata in het Vlaams: “O onbesmet ende eewich ghebenendijt sidi vrouwe sente marie”
  - ff. 68v-70r: O domina angelorum mater omnium credentium
  - ff. 70v-72r: Stabat mater dolorosa (met aflaat van Paus Bonifatius, ongespecificeerd)
  - ff. 72r-74r: Ave mundi spes maria. Ave mitis ave pia.
  - ff. 74r-75r : Salve regina misericordie vita dulcedo et spes nostra salve.
  - ff. 75r-76r : De zeven vreugden van Maria
  - ff. 76r-82r:  Gebed tot de Maagd dat bij het bidden zorgt voor 400 dagen aflaat. Ingesteld door paus Innocentius V: Domina sancta maria perpetua virgo virginum. Mater benignitatis et misericordie.
  - ff. 82v-91r: Drie gebeden tot de maagd en een tot de heilige geest, die een aflaat van honderd dagen zouden opleveren, ingesteld door een ongespecificeerde paus Innocentius. De gebeden zijn in het Vlaams.
  - ff. 91r-99r: Zes gebeden tot Maria in het Vlaams.
  - ff. 99r-100v: Begroetingen van Maria in het Vlaams
  - ff. 100v-103v: De vijf Smarten van Maria in het Vlaams
  - ff. 103v-105v: De apostelen groeten Maria, teksten in het Latijn

* ff. 106v-119v: De passiegetijden in het Vlaams
* ff. 120r-157r: Diverse gebeden
- - ff. 120r-130v: Latijnse gebeden met op ff. 120r-121r een gebed rechtgevend op een aflaat ingesteld door paus Benedictus XII
  - ff. 130v-157r: Vlaamse gebeden met op ff. 152r-153v een gebed rechtgevend op een aflaat
- ff. 158v-183v: Suffragia
  - ff. 158r-159v: Johannes de Doper en Petrus;
  - ff. 160r-163r: Christoffel en Antonius van Egypte;
  - f. 164r: Johannes de evangelist;
  - ff. 165r-167r: Cornelius en Sint-Lieven;
  - ff. 168r-169v: Daniel de profeet;
  - ff. 170r-171v: Catharina van Alexandrië;
  - ff. 171v-172v: Barbara van Nicomedië;
  - ff. 172v-173r: Elisabet de Moeder van Johannes de Doper
  - ff. 173r-173v: Elizabeth van Hongarije;
  - ff. 173v-174r: Macharius van Gent;
  - ff. 174v-175r: Sebastiaan;
  - ff. 175v-176v: Adrianus;
  - f. 176v: Ghislenus van Henegouwen en Joris van Cappadocië;
  - ff. 177v-178r: Laurentius van Rome;
  - ff. 178r-178v: De aartsengel Michaël;
  - ff. 178v-179r: Eligius;
  - f. 179r: Margaretha van Antiochië;
  - ff. 179v-180r: Apollonia van Alexandrië;
  - f. 180r: Aldegonda van Maubeuge;
  - ff. 180r-180v: Agatha van Sicilië;
  - ff. 180v-182r: Maria Magdalena;
  - ff. 182r-182v: De heilige Ontkommer of  Wilgefortis;
  - ff. 182v-183v: Alle heiligen;

## Verluchting
Alle miniaturen en meerdere grote initialen van het handschrift hebben een florale marge waarin afbeeldingen van personen, dieren, engelen en drôlerieën geschilderd zijn. Een voorbeeld hiervan is f61v met de Virgo Lactans. Op de pagina’s die een gouden initiaal van twee lijnen bevatten, vertrekt vanuit deze initiaal een rank of staaf aan de linkerzijde van de tekst die verder gaat naar de boven- en ondermarge. Deze ranken worden uitgewerkt tot kleine draakjes of eindigen in een drôlerie. In deze marges zijn ook hier en daar dieren, engelen, personen en drôlerieën geschilderd. Op f62r met de afbeelding van Elizabeth van Munte geknield biddend voor de Madonna, ziet men hiervan een voorbeeld. Deze margeversiering werd ook gebruikt bij enkele pagina’s met grote initialen, maar beslaat dan de vier marges.
De verluchting van het getijdenboek wordt toegeschreven aan de Meesters van Guillebert de Mets ook bekend als de Meester van Guillebert de Mets. Het was een groep anonieme miniaturisten die actief waren in de periode van 1415 tot 1450. Ze werkten kleinschalig voor een exclusieve klantenkring die vooral bestond uit de bovenste lagen van de Bourgondische maatschappij.

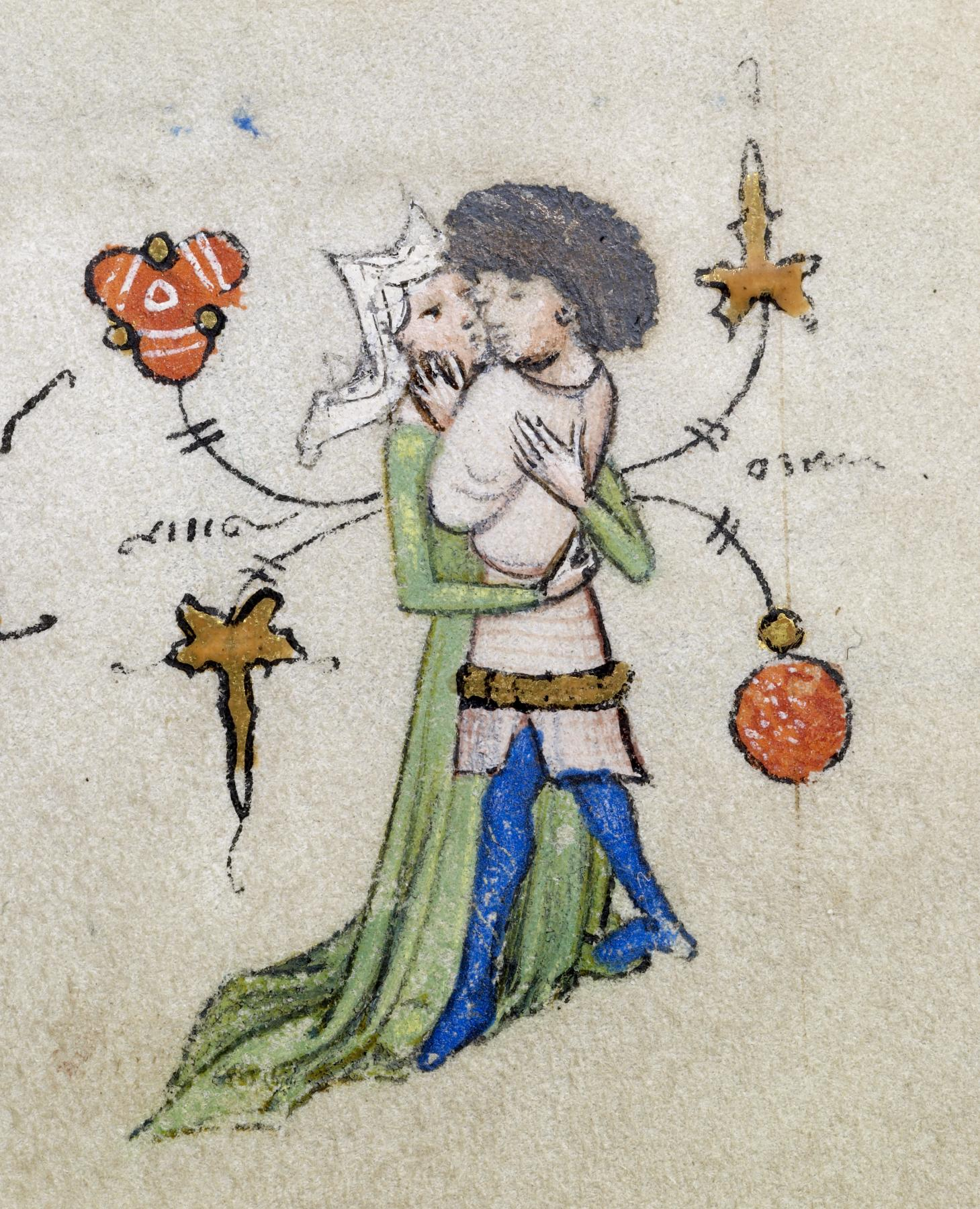
Getijdenboek van Daniël Rym, f118r, Omhelzing in de marge, detail.

### Volbladminiaturen
- f1v: Annunciatie; bij het begin van de Mariagetijden
- f41v: Laatste oordeel; Boetepsalmen
- f42r: Initiaal D met David in gebed; Boetepsalmen – psalm 6
- f61v: Virgo lactans; Bij het “Obsecro te”
- f106v: Arrestatie van Jezus; Passiegetijden – metten
- f109v: Man van Smarten; Passiegetijden – priem
- f111v: Geseling van Christus; Passiegetijden – terts
- f113v: Kruisdraging; Passiegetijden – sext
- f115v: Kruisiging; Passiegetijden – none
- f117v: Kruisafname; Passiegetijden – vespers
- f158v: Johannes de Doper en Petrus; Suffragia
- f160v: Christoffel van Lycië en Antonius van Egypte
- f165v: Cornelius en Sint-Lieven
- f168v: Daniël in de leeuwenkuil

### Versierde initialen
- f2r: Initiaal D, 8 lijnen hoog; goud omkadert en florale marge; Mariagetijden - invitatorium
- f11r: Initiaal D, 6 lijnen hoog; goud omkadert en florale marge; Mariagetijden – lauden
- f19v: Initiaal D, 6 lijnen hoog; goud omkadert en rankenmarge; Mariagetijden - priem
- f24r: Initiaal D, 6 lijnen hoog; goud omkadert en florale marge; Mariagetijden – terts
- f26v: Initiaal D, 6 lijnen hoog; goud omkadert en florale marge; Mariagetijden – sext
- f29r: Initiaal D, 6 lijnen hoog; goud omkadert en florale marge; Mariagetijden – none
- f31v: Initiaal D, 6 lijnen hoog; goud omkadert en rankenmarge; Mariagetijden – vespers
- f37r: Initiaal C, 6 lijnen hoog; goud omkadert en rankenmarge; Mariagetijden – completen
- f107r: Initiaal O, 6 lijnen hoog, goud omkadert en florale marge; Passiegetijden – metten

## Web links
- Getijdenboek van  Daniel Rym online raadplegen